# Doische
Doische (in vallone Dweche) è un comune belga di 2 912 abitanti situato nella provincia vallona di Namur.